# Велики Врх при Литији
Велики Врх при Литији (словен. Veliki Vrh pri Litiji) је насељено место у општини Литија, Засавска регија, Словенија.

## Историја
До територијалне реорганизације у Словенији био је у саставу старе општине Литија.

## Становништво
У попису становништва из 2011. године, Велики Врх при Литији је имао 163 становника.
| Број становника према пописима | Број становника према пописима | Број становника према пописима |
| ------------------------------ | ------------------------------ | ------------------------------ |
| 1991                           | 2002                           | 2011                           |
| 103                            | 137                            | 163                            |

Напомена: До 1953. исказивано под именом Велики Врх.